# Túrdulos viejos

Principales áreas lingüísticas en Iberia en torno al año 300 a. C.

Túrdulos viejos (en latín: Turduli Veteres) eran un grupo de pueblos prerromanos de la península ibérica, situado en la costa central del actual Portugal, entre el Tagus (río Tajo) y el Durius (río Duero). Las referencias a estos pueblos son muy escasas, limitándose a pasajes de Plinio y Pomponio Mela, así como unos singulares testimonios epigráficos (dos tabulae patronatus halladas en Vila Nova de Gaia, fechadas el 
7 y el 9 d. C.
A pesar de su nombre, que les relaciona con los túrdulos (un pueblo ibero), pertenecían al área cultural de los lusitanos, y eran de condición etno-lingüística celta. Los oppidum que les denominan eran asentamientos fortificados, ubicados en eminencias naturales: Turdulorum Oppida, Salacia, Aeminium (la actual Coímbra), Conimbriga (Condeixa-a-Velha), Coniumbriga (posiblemente Monte Meão), Collipo (San Sebastião de Freixo), Eburobrittium (Amoreira de Óbidos), Ierabriga (Alenquer) y Olissipo (Lisboa). La capital de los turduli veteres sería Langóbriga (Longroiva), siendo las poblaciones de su entorno las del sur del Duero: Talabriga (junto a Branca, Albergaria-a-Velha), posiblemente Oppidum Vacca (Cabeço do Vouga) y Pinhel.
La zona fue objeto de una antigua colonización tartésica (Callipo -desembocadura del Sado- Olissipo -desembocadura del Tajo-, Collipo, Quinta do Amaraz, Leiría, Santa Olaia -desembocadura del Mondego-, Cale -Vila Nova de Gaia, desembocadura del Duero-). Para épocas más recientes, Estrabón recoge la existencia de una expedición a la zona de túrdulos y célticos, lo que algún autor ha considerado suficiente explicación tanto de su denominación como de su composición etnolingüística; aunque tal lectura está discutida.